# Gnophos claytoni
Gnophos claytoni är en fjärilsart som beskrevs av Edward P. Wiltshire 1949. Gnophos claytoni ingår i släktet Gnophos och familjen mätare. Inga underarter finns listade i Catalogue of Life.